# Liste von Persönlichkeiten aus Sapporo
Diese Liste zählt Personen auf, die in der japanischen Stadt Sapporo geboren wurden oder längere Zeit vor Ort gewirkt haben.

## A
- Masahiro Akimoto (* 1956), Skispringer
- Akira Andō (* 1955), Jazzmusiker
- Eir Aoi (* 1988), Singer-Songwriterin
- Takuma Arano (* 1993), Fußballspieler

## D
- Natsuko Doi (* 1979), Snowboarderin

## F
- Yūko Fujiyama (* 1954), Jazzmusikerin
- Kazuumi Fujita (* 1990), Snowboarder
- Kazuki Fukai (* 1995), Fußballspieler
- Yukitaka Fukita (* 1972), Skispringer
- Hikaru Fukuda (* 1999), Biathletin
- Miho Fukuhara (* 1987), Popsängerin

## H
- Taiyō Hama (* 1998), Fußballspieler
- Daigo Hara (* 1974), Freestyle-Skier
- Keisuke Harada (* 1988), Fußballspieler
- Yūmu Harada (* 1990), Skispringer
- Ryō Hashimoto (* 1992), Eishockeyspieler
- Leon Hattori (* 1998), deutsch-japanischer Jazzmusiker
- Kuriyagawa Heigorō (1908–1993), Skisportler
- Matsuri Hino (?), Mangaka
- Yurika Hirayama (* 1990), Skispringerin

## I
- Ran Iida (* 1973), Snowboarderin
- Hayato Ikegaya (* 1992), Fußballspieler
- Masaru Inada (* 1978), Skeletonfahrer
- Kōshirō Ishida (1930–2006), Politiker
- Ken Ishii (* 1970), Techno-DJ und Produzent
- Kōki Ishii (* 1954), Boxer
- Masamitsu Itō (* 1998), Skispringer
- Naoto Itō (* 1969), Skispringer
- Haruka Iwasa (* 1996), Skispringerin
- Yūken Iwasa (* 1999), Skispringer
- Satoru Iwata (1959–2015), Programmierer und Manager
- Shido Izuma (* 2005), Fußballspieler
- Kenta Izumi (* 1974), Politiker

## K
- Jirō Kamiharako (* 1966), Skispringer
- Yumemi Kanda (* 1994), Fußballspieler
- Yūsuke Kaneko (* 1976), Skispringer
- Haruka Kasai (* 2004), Nordischer Kombiniererin
- Seiichi Kasai (* 1932), Maler
- Tamako Kataoka (1905–2008), Malerin
- Emi Kawabata (* 1970), Skirennläuferin
- Shimaki Kensaku (1903–1945), Schriftsteller
- Naoji Kimura (* 1934), Germanist
- Nana Kitade (* 1987), Rocksängerin
- Takashi Kitano (* 1982), Fußballspieler
- Misao Kodate (* 1961), Biathlet
- Takuto Kominami (* 1995), Speerwerfer
- Akitsugu Konno (1944–2019), Skispringer
- Kotoko (* 1980), Sängerin
- Mamoru Kubo (1905–1992), Maler
- Sakae Kubo (1900–1958), Dramatiker
- Kōhei Kudō (* 1990), Snowboarder
- Saki Kumagai (* 1990), Fußballspielerin
- Ryūichi Kurata (* 1986), Eishockeyspieler
- Gō Kuroda (* 1970), Fußballtrainer
- Iō Kuroda (* 1971), Manga-Zeichner

## L
- Joe Lombardo (* 1962), US-amerikanischer Politiker

## M
- Hiroyuki Mae (* 1995), Fußballspieler
- Takayuki Mae (* 1993), Fußballspieler
- Haruna Matsumoto (* 1993), Snowboarderin
- Jun Mihara (1952–1995), Mangaka
- Midori Mikase (* 2001), Sprinterin
- Wakio Mitsui (1942–2021), Politiker
- Kaori Mizuhashi (* 1974), Synchronsprecherin
- Sai Morita (1898–1993), Maler
- Tama Morita (1894–1970), Schriftstellerin
- Toshiya Motozuka (* 1997), Fußballspieler
- Daisuke Murakami (* 1983), Snowboarder
- Fumiyuki Murakami (* 1985), Snowboarder

## N
- Yūto Nagasaka (* 1994), Fußballspieler
- Shōgo Nakahara (* 1994), Fußballspieler
- Shigeyuki Nakarai (* 2002), Breakdancer
- Chūhei Nambu (1904–1997), Leichtathlet
- Daigo Nishi (* 1987), Fußballspieler
- Kazushige Nojima (* 1964), Spielentwickler

## O
- Minoru Oda (1923–2001), Astrophysiker
- Shigeru Oda (* 1924), Jurist
- Shihori Ōi (* 1999), Skispringerin
- Sōta Okamura (* 1977), Skispringer
- Takaya Osanai (* 1993), Fußballspieler

## S
- Taiko Saitō (* 1976), Vibraphonistin und Komponistin
- Takehiro Sakamoto (* 1976), Freestyle-Skier
- Woo Sang-ho (* 1992), Fußballspieler
- Nobuyuki Shiina (* 1991), Fußballspieler
- Akifumi Shimoda (* 1984), Boxer
- Tōmi Shimomura (* 1980), Fußballspieler
- Naoki Shimura (* 1941), Skispringer
- Ryōsuke Shindō (* 1996), Fußballspieler
- Satoshi Shinpo (1941–2005), Eisschnellläufer
- Takahashi Subaru (1902–1992), Skilangläufer
- Yoshinori Sunahara (* 1969), DJ und Produzent
- Shō Suzuki (* 1990), Skispringer
- Takao Suzuki (* 1976), Tennisspieler

## T
- Ryūji Takahashi (* 1974), Skispringer
- Tarō Takayanagi (* 1982), Skispringer
- Shinji Takeda (* 1972), Schauspieler und Jazzmusiker
- Tomoka Takeuchi (* 1983), Snowboarderin
- Gō Tanaka (* 1983), Eishockeyspieler
- Rie Tanaka (* 1979), Synchronsprecherin
- Ryō Tanaka (* 1987), Eishockeyspieler
- Shō Tanaka (* 1985), Eishockeyspieler
- Nana Tanimura (* 1987), Popsängerin
- Shiho Tanimura (* 1962), Schriftstellerin
- Katsushi Tao (* 1963), Skispringer
- Asuka Terada (* 1990), Hürdenläuferin
- Erena Terakubo (* 1992), Jazzmusikerin
- Shōhei Tochimoto (* 1989), Skispringer
- Shizuko Tōdō (* 1949), Schriftstellerin und Essayistin

## U
- Yūki Uchiyama (* 1995), Fußballspieler
- Takurō Uehara (* 1991), Fußballspieler
- Yasutaka Uchiyama (* 1992), Tennisspieler

## V
- Sophie-Mayuko Vetter (* 1978), deutsch-japanische Pianistin

## W
- Keigo Watanabe (* 2002), Fußballspieler
- Takashi Watanabe (* 1957), Anime-Regisseur
- Ayumi Watase (* 1984), Skispringerin

## Y
- Izumi Yamada (* 1978), Skispringerin
- Katsumi Yamada (1905–1970), Skisportler
- Kōji Yamase (* 1981), Fußballspieler
- Waki Yamato (* 1948), Mangaka
- Takayoshi Yanagida (* 1948), Komponist
- Mizuki Yamaguchi (* 1993), Skispringerin
- Minami Yasuda (* 1943), Jazzsängerin
- Takahiro Yokomichi (1941–2023), Politiker